# Ácaros (serie de televisión)
Ácaros es una serie de televisión española de Cuatro emitida en 2006 y 2007, dirigida y protagonizada por Paco León. La serie es una comedia de sketches protagonizada por una familia de ácaros antropomorfos. Se emitió como telonera de House M. D., pero se canceló pronto por baja audiencia.

## Argumento
La serie estaba protagonizada por una familia de ácaros antropomorfos formada por la anciana madre (Crystel Carrington), un hijo no demasiado brillante (Sony Crocket), la presumida hija (July McCoy) y un ácaro huérfano con bastantes rarezas (Koyi Kabuto). La familia vive en la alfombra de un piso temerosos de ser aniquilados en cualquier momento si los humanos hacen limpieza. Cada capítulo contenía una trama relacionada con la familia y sketches en los que los personajes presentaban versiones ácaras de programas de televisión.

## Recepción y crítica
La serie recibió malas críticas desde el primer momento, siendo calificada en la página web Vayatele de: "Humor zafio salpicado de sketch diversos a lo largo de diez minutos". La serie se estrenó para servir de telonera a House M. D., pero la producción de Cuatro tuvo tan malos resultados que hizo descender la audiencia del drama médico, así que Cuatro la relegó a las noches de los sábados, donde no tardó en desaparecer definitivamente.

## Audiencias
| Temporada | Temporada | Episodios | Estreno                 | Final                 | Audiencia media | Audiencia media | Audiencia media |
| Temporada | Temporada | Episodios | Estreno                 | Final                 | Espectadores    | Cuota           |                 |
| --------- | --------- | --------- | ----------------------- | --------------------- | --------------- | --------------- | --------------- |
|           | 1         | 6         | 26 de diciembre de 2006 | 13 de febrero de 2007 | 1 429 000       | 6,8%            |                 |

## Primera temporada (2006-2007)
| N.º (serie) | N.º (temp.) | Título                    | Fecha                   | Audiencia         |
| ----------- | ----------- | ------------------------- | ----------------------- | ----------------- |
| Temporada 1 |             |                           |                         |                   |
| 1           | 1           | We are the world          | 26 de diciembre de 2006 | 1 704 000 (10,1%) |
| 2           | 2           | Acaro's Christmas         | 2 de enero de 2007      | 1 502 000 (8,5%)  |
| 3           | 3           | We are the war            | 9 de enero de 2007      | 1 802 000 (9,4%)  |
| 4           | 4           | El sexo sentido           | 16 de enero de 2007     | 1 703 000 (9,3%)  |
| 5           | 5           | Liendres 13               | 23 de enero de 2007     | 1 302 000 (6,8%)  |
| 6           | 6           | Mens sana y córpore Sonny | 3 de febrero de 2007    | 561 000 (3,9%)    |

## Curiosidades
Los personajes se llamaban como personajes de otras series de televisión: Sonny Crocket de Corrupción en Miami, July McCoy de Vacaciones en el mar, Crystel Carrington de Dinastía y Koyi Kabuto de Mazinger Z.